# Patrick Johansson (músico)
Patrick Johansson (n. 29 de marzo de 1976 en Falun, Suecia) es un baterista sueco, actualmente de Spelled Moon.

## Carrera
En el pasado Johansson ha tocado y realizado giras con muchas bandas, incluyendo Without Grief, Stormwind, W.A.S.P. y G3. 
Recientemente participó en algunos conciertos con Sabaton mientras su baterista Daniel Mullback se recuperó de una lesión en la rodilla. 
Patrick tocó la batería para el guitarrista ecuatoriano Hittar Cuesta en su recientemente lanzado álbum «Dream Machine».

## Vida personal
Johansson actualmente reside con su propia familia en West Palm Beach, Florida, Estados Unidos, cuando descansa de sus giras con Spelled Moon.
Su banda favorita es Kiss, y él tiene en su cuerpo tatuajes de los cuatro miembros originales de esa banda.